# Cixius verticalis
Cixius verticalis är en insektsart som beskrevs av Noualhier 1897. Cixius verticalis ingår i släktet Cixius och familjen kilstritar.
Artens utbredningsområde är Spanien. Inga underarter finns listade i Catalogue of Life.